# Championnat du Lesotho de football 2023-2024
Navigation
Édition précédente Édition suivante
La saison 2023-2024 du Championnat du Lesotho de football est la cinquante-quatrième édition du championnat de première division au Lesotho. Les seize équipes engagées sont regroupées au sein d'une poule unique où elles affrontent deux fois leurs adversaires, à domicile et à l'extérieur. En fin de saison, les deux derniers du classement sont relégués et remplacés par les deux meilleurs clubs de deuxième division.
Le Bantu FC est le tenant du titre.

## Déroulement de la saison
Le championnat 2023-2024 commence le 7 octobre 2023. Lors de la dernière journée le premier, Lioli FC, et le deuxième, Matlama FC, séparés de deux points jouent pour le titre. Les deux clubs se séparent sur un match nul et Lioli remporte son 6e titre de champion du Lesotho.
Le Lioli FC ne participera pas aux compétitions continentales faute de licence CAF.

## Participants
- Lesotho Defence Force FC
- Naughty Boys
- Lesotho Correctional Services
- Matlama FC
- Linare FC
- LMPS FC
- Lioli FC
- Bantu FC
- Liphakoe FC
- Lijabatho
- Lifofane
- Machokha
- Manonyane FC
- CCX FC
- Limkokwing University FC - Promu de D2
- ACE Maseru - Promu de D2

## Compétition

### Classement
Le classement est établi sur le barème de points classique : victoire à 3 points, match nul à 1, défaite à 0.
| Rang | Équipe                        | Pts | J  | G  | N  | P  | Bp | Bc | Diff |
| ---- | ----------------------------- | --- | -- | -- | -- | -- | -- | -- | ---- |
| 1    | Lioli FC                      | 68  | 30 | 20 | 8  | 2  | 49 | 14 | +35  |
| 2    | Matlama FC                    | 66  | 30 | 19 | 9  | 2  | 52 | 17 | +35  |
| 3    | Bantu FC T                    | 57  | 30 | 16 | 9  | 5  | 58 | 22 | +36  |
| 4    | LMPS FC                       | 55  | 30 | 15 | 10 | 5  | 36 | 16 | +20  |
| 5    | Linare FC                     | 55  | 30 | 15 | 10 | 5  | 34 | 19 | +15  |
| 6    | Lesotho Correctional Services | 53  | 30 | 15 | 8  | 7  | 40 | 25 | +15  |
| 7    | Lesotho Defence Force FC      | 48  | 30 | 13 | 9  | 8  | 41 | 26 | +15  |
| 8    | Lifofane                      | 46  | 30 | 12 | 10 | 8  | 31 | 31 | 0    |
| 9    | Lijabatho                     | 43  | 30 | 10 | 13 | 7  | 31 | 24 | +7   |
| 10   | Liphakoe FC                   | 35  | 30 | 9  | 8  | 13 | 31 | 36 | -5   |
| 11   | Limkokwing University FC P    | 31  | 30 | 7  | 10 | 13 | 25 | 29 | -4   |
| 12   | Machokha                      | 24  | 30 | 4  | 12 | 14 | 29 | 45 | -16  |
| 13   | Manonyane FC                  | 19  | 30 | 3  | 10 | 17 | 11 | 34 | -23  |
| 14   | ACE Maseru P                  | 19  | 30 | 3  | 10 | 17 | 19 | 53 | -34  |
| 15   | CCX FC                        | 19  | 30 | 5  | 4  | 21 | 15 | 55 | -40  |
| 14   | Naughty Boys                  | 10  | 30 | 2  | 4  | 24 | 19 | 75 | -56  |

|  | Champion                                                                                |
|  | Relégation directe                                                                      |
|  | T : Tenant du titre C : Vainqueur de la Coupe du Lesotho P : Promu de deuxième division |

## Bilan de la saison
| Championnat du Lesotho de football 2023-2024                        |                     |
| Champion                                                            | Lioli FC (6e titre) |
| Qualifications continentales                                        |                     |
| Ligue des champions de la CAF 2024-2025                             | aucun               |
| Coupe de la confédération 2024-2025                                 | aucun               |
| Promotions et relégations                                           |                     |
| Promus en Championnat du Lesotho de football                        | Majantja            |
| Promus en Championnat du Lesotho de football                        | Mzamane             |
| Relégués en Championnat du Lesotho de football de deuxième division | CCX FC              |
| Relégués en Championnat du Lesotho de football de deuxième division | Naughty Boys        |